# 154 Bertha
För andra betydelser, se Bertha (olika betydelser).
154 Bertha är en asteroid upptäckt 4 november 1875 av astronomen Prosper Henry i Paris. Asteroiden har troligen fått sitt namn efter Berthe Martin-Flammarion, syster till astronomen Camille Flammarion.